# Риђи јастреб крабар
Риђи јастреб крабар (лат. Buteogallus aequinoctialis) је врста птице грабљивице из породице јастребова. Насељава северне и источне делове Јужне Америке непосредно уз обалу Карипског мора и Тихог океана, на територији држава: Бразил, Француска Гвајана, Суринам, Гвајана, Венецуела и Тринидад и Тобаго.

## Опис
Риђи јастреб крабар је птица чије је перје на доњим деловима тела риђе боје, док је на горњем делу тела тамносмеђ. Кљун је тамносмеђ, са изузетком восковице која је жута, стопала су му такође жуте боје.

## Распрострањеност и станиште
Природно станиште су му суптропске и тропске влажне низијске кишне шуме и суптропске и тропске шуме мангрова.